# Karl Stein (Widerstandskämpfer)
Karl Stein (* 30. Januar 1902 in Dresden; † 5. Juni 1942 in Berlin-Plötzensee) war ein deutscher Widerstandskämpfer.

## Leben

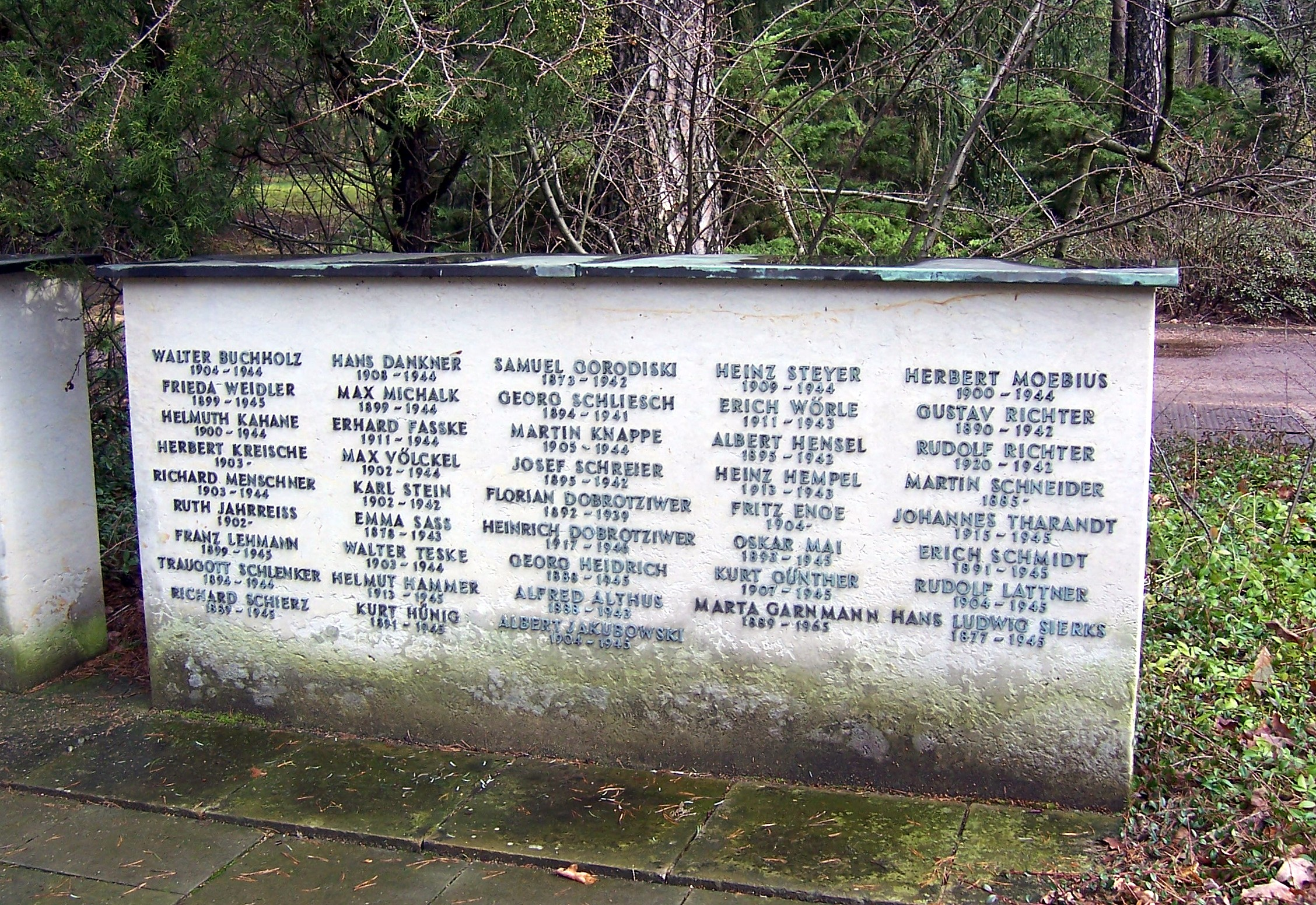
Symbolische Grabstätte Steins im Ehrenhain des Heidefriedhofs

Im Jahr 1921 trat Karl Stein in die Kommunistische Partei Deutschlands und später in den Rotfrontkämpferbund ein. Als Elektriker verlor er seine Arbeit, als er an dem Streik der Straßenarbeiter teilnahm. Karl Stein wurde im Juni 1933 verhaftet und erhielt eine Gefängnisstrafe von mehreren Monaten. Zusammen mit Albert Hensel und dem Künstlerehepaar Fritz Schulze und Eva Schulze-Knabe gründete er 1934 in Dresden eine Widerstandsgruppe, die gleichzeitig eine illegale Organisation der KPD war. Gemeinsam hörten sie „feindliche“ Sender aus dem Ausland ab, was damals unter Strafe stand. Zu den frühen Aktionen dieser Widerstandsgruppen gehörten das Verteilen von Flugblättern wie auch das Anbringen von Spruchbändern an schwer zugänglichen Stellen und das Schmuggeln verbotener Literatur. Sie unterstützten aber auch Verfolgte und Opfer der Nationalsozialisten.
Im Januar 1941 wurde Karl Stein auf der Arbeit verhaftet. Der Volksgerichtshof wertete die Treffen dieser Widerstandsgruppe 1942 als Wiedereinrichtung der KPD und damit als Hochverrat. Am 11. März 1942 wurde er zusammen mit Fritz Schulze, Albert Hensel und Herbert Bochow zum Tode verurteilt. Das Urteil wurde am 5. Juni 1942 in Berlin-Plötzensee vollstreckt. Sein symbolisches Grab befindet sich im Ehrenhain des Heidefriedhofs.

## Ehrungen

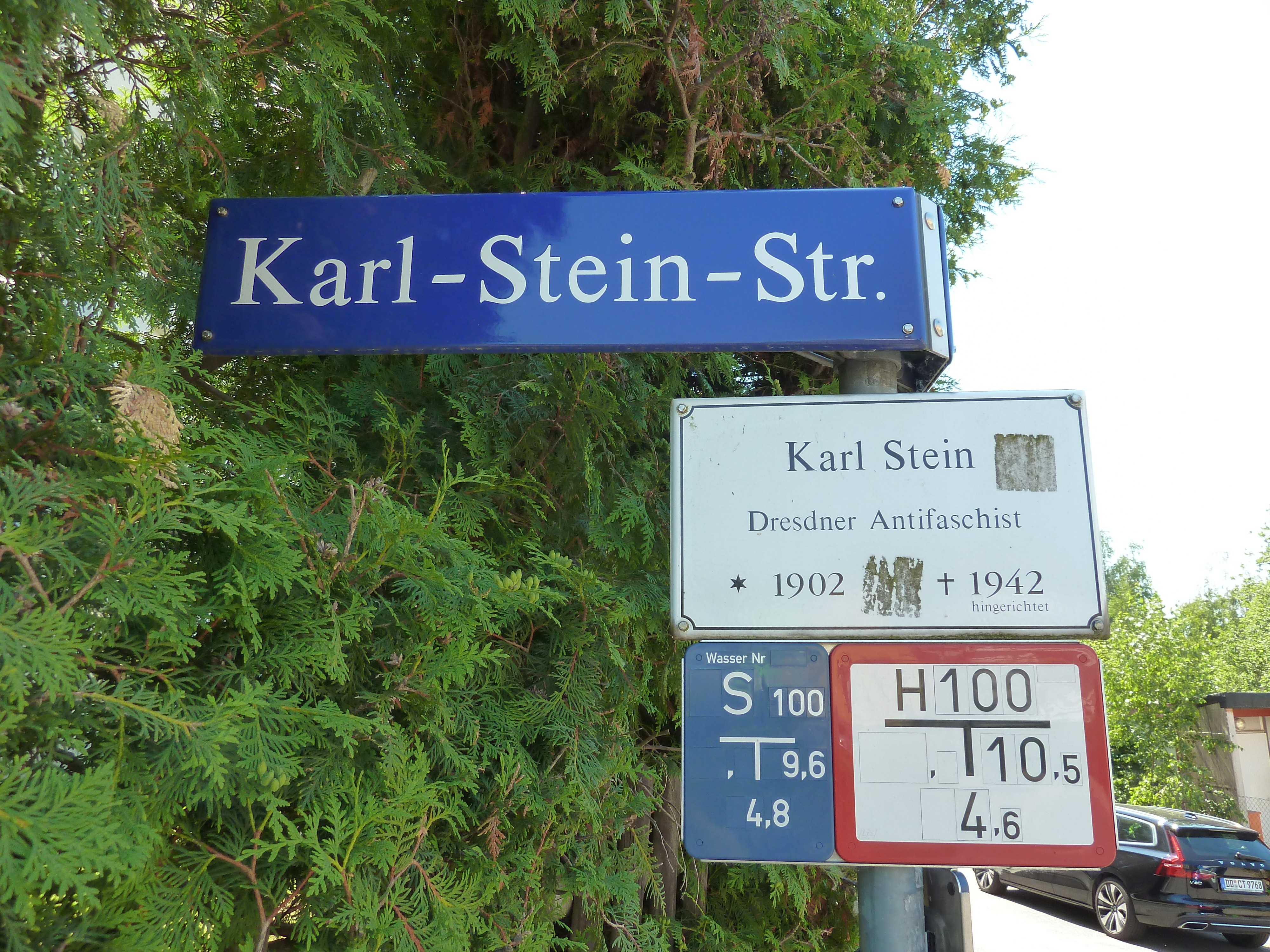
Schild an der Karl-Stein-Straße in Dresden

- In Dresden wurden im Stadtteil Gittersee eine Straße und im Stadtteil Johannstadt ein Stadion nach ihm benannt.[5][6]
- Die Selbstversorgerhütte Karl-Stein-Hütte der Sektion Leipzig bei Rathen im Elbsandsteingebirge in Sachsen ist nach ihm benannt.[7]

## Darstellung Steins in der bildenden Kunst
- Fritz Schulze: Porträtstudie Karl Stein (1938, Kohlezeichnung, 40,5 × 31 cm)[8]